# Бристол, Кервин
Кервин Бристол (англ. Kervin Bristol; род. 4 сентября 1988, Порт-о-Пренс, Гаити) — гаитянский и американский бывший профессиональный баскетболист, игравший на позиции центрового.

## Карьера
Окончив университет Фордема, подписал первый профессиональный контракт с турецким клубом «Истанбулспор».
В 2013 году перешёл в словенский клуб «Полжела». В 14 матчах, в составе этой команды, Бристол набирал 11,4 очка, 10,9 подбора и 2,4 блок-шота в среднем за 27 минут в игре.
Перед началом сезона 2013/2014 перешёл в украинский клуб «Николаев», став одним из самых ярких игроков украинской лиги. Выступая в составе «Николаева» проводил в среднем 26,49 минут, набирая 12,7 очков, 12,4 подбора и 2,6 блок-шота в среднем за матч. В марте 2014 года был вынужден покинуть команду из-за травмы колена.
В августе 2014 года перешёл в самарские «Красные крылья». 22 ноября 2014 года установил рекорд Единой Лиги ВТБ по количеству подборов в одном матче, записав на свой счет 19 подборов. В марте 2015 клуб и игрок договорились о досрочном расторжении контракта. В 19 играх за самарскую команду Бристол набирал в среднем за матч 7,4 очка и 9,6 подбора.
В марте 2015 года подписал контракт с французским клубом «Дижон» до окончания сезона 2014/2015.
Перед началом сезона 2015/2016 стал игроком «Неа Кифисья», но в октябре 2015 года клуб отчислил Бристола. За греческую команду Кервин провёл 2 матча и набрал 1 очко.
Сезон 2016/2017 Бристол начал в составе турецкого клуба «Мугла Орманспор», но в ноябре перешёл в «Нижний Новгород». Контракт подписан до окончания сезона с опцией расторжения в течение месяца. 1 декабря нижегородский клуб принял решение воспользоваться опцией в контракте и расстался с Кервином.
12 декабря 2016 года Бристол подписал контракт с командой БИПА, но в начале января 2017 года Кервин и украинский клуб досрочно завершили сотрудничество по обоюдному согласию сторон. В чемпионате Украины он провёл 3 матча, в которых набирал в среднем 9,7 очка, 6,0 подбора и 1,7 блок-шота за 18,2 минуты игрового времени.
В том же месяце Бристол перешёл в «Катая». В 29 матчах чемпионата Финляндии набирал 9,1 очка, 7,7 подбора и 1,7 блок-шота в среднем за 24,0 минуты.
В августе 2017 года стал игроком «Будивельника», но в январе 2018 года покинул клуб. За киевский клуб он провёл 14 матчей, в которых в среднем набирал 3,4 очков, 5,7 подборов и 1,5 блок-шота.
Осенью 2019 вернулся в МБК «Николаев».

## Достижения
- Чемпион Финляндии: 2016/2017